# سرخار گل
 سرخار گل(نام علمی: Echinacea purpurea) نام یک گونه از زیرخانواده کاسنیان آستروئیده است.
اکیناسه پورپورا (سرخارگل ارغوانی) یک گیاه علفی چندساله است که ارتفاع آن تا ۱۲۰ سانتیمتر و عرض آن در بلوغ به ۲۵ سانتیمتر میرسد. بسته به آب و هوا، از اواخر بهار تا پاییز گل میدهد. گل‌آذینهای مخروطی شکل آن بطور معمول، اما نه همیشه، در طبیعت به رنگ بنفش هستند. گل‌های منفرد آن (غنچه‌ها) درون گل‌آذین، هرمافرودیت هستند، یعنی هم اندامهای نر و هم ماده را در هر گل دارند. گرده‌افشانی آن توسط پروانه‌ها و زنبورها انجام میشود. برگهای متناوب که توسط دمبرگی از ۰ تا ۱۷ سانتیمتر حمل میشوند که بیضی تا نیزه‌ای شکل، به طول ۵ تا ۳۰ سانتیمتر و عرض ۵ تا ۱۲ سانتیمتر هستند. حاشیه برگها دندانه‌دار است.

این گیاه خاکهای با زهکشی خوب را در آفتاب کامل ترجیح میدهد.

## کاشت سرخارگل در گلدان:
سرخارگل میتواند در گلدان ها رشد کند، زیرا آنها فضای کافی دارند. اطمینان حاصل کنید که گلدان دارای زهکشی عالی است و گیاه به اندازه کافی نور خورشید دریافت میکند. گیاهان جوان به آبیاری منظم نیاز دارند، در حالی که سرخارگل بالغ به خشکی مقاوم است.

## نگارخانه

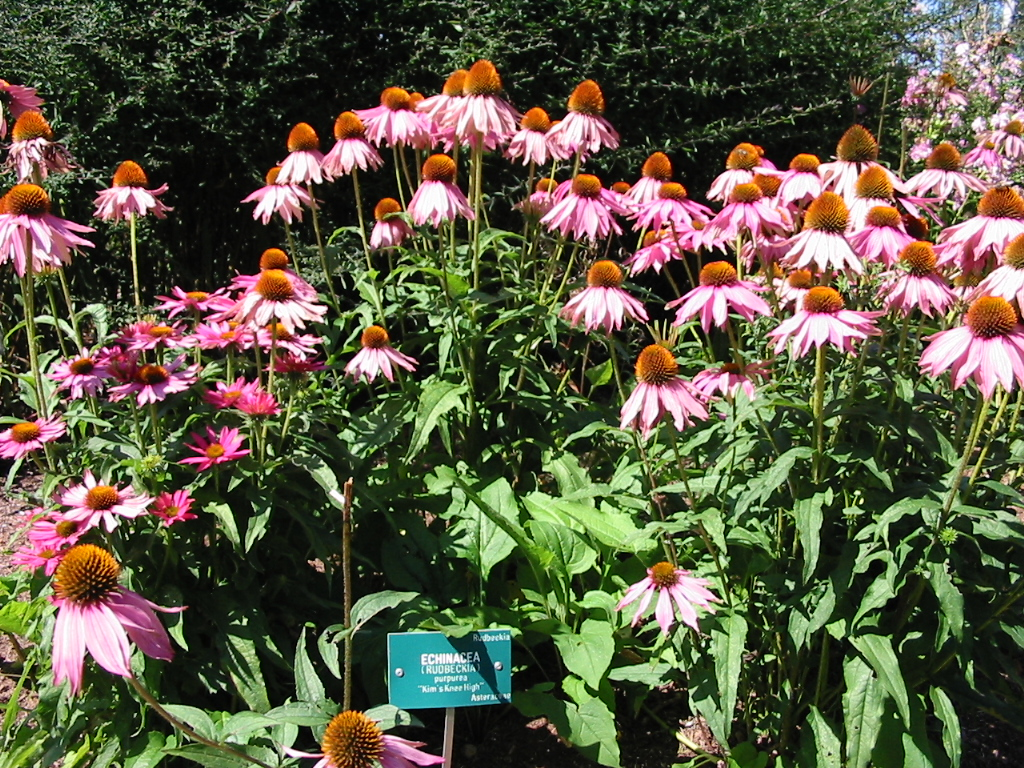